# Lago Nocué
O lago Nocué (em francês: Nokoué) é um lago na parte sul do Benim. Tem 20 km (12 milhas) de largura e 11 km (6,8 milhas) de comprimento e cobre uma área de 4900 ha. É parcialmente alimentado pelo rio Uemê e pelo rio Sô, os quais depositam nele sedimentos de toda a região.
A cidade de Cotonu fica na fronteira sul do lago. Seções da população de Cotonu foram deslocadas por inundações.

## Economia

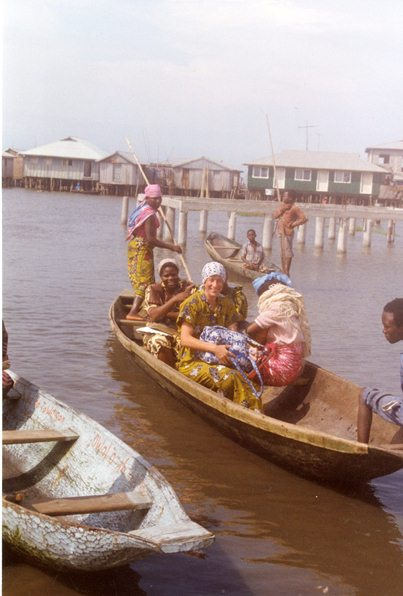
Missionário menonita em uma canoa, semelhante à usada pelos pescadores artesanais locais

Por causa de sua fauna diversificada, o lago fornece uma importante fonte de alimento e atividade econômica para essas cidades. A pesca é melhor quando a água está baixa entre novembro e junho. A pesca é, tipicamente. de 30 espécies de peixes, com peixes das famílias Cichlid, Clupeidae e Penaeidae representando 85% da captura. A pesca ficou mais estressada durante a década de 1990, à medida que mais pessoas começaram a pescar no lago. Ela é tipicamente artesanal, com pequenas canoas de tripulação capturando pequenos lotes de peixes. A produção estimada de peixes do lago é de 2 toneladas por hectare por ano.
O lago também é usado para o Acadja, um tipo de instalação de criação de peixes.

## Hidrologia

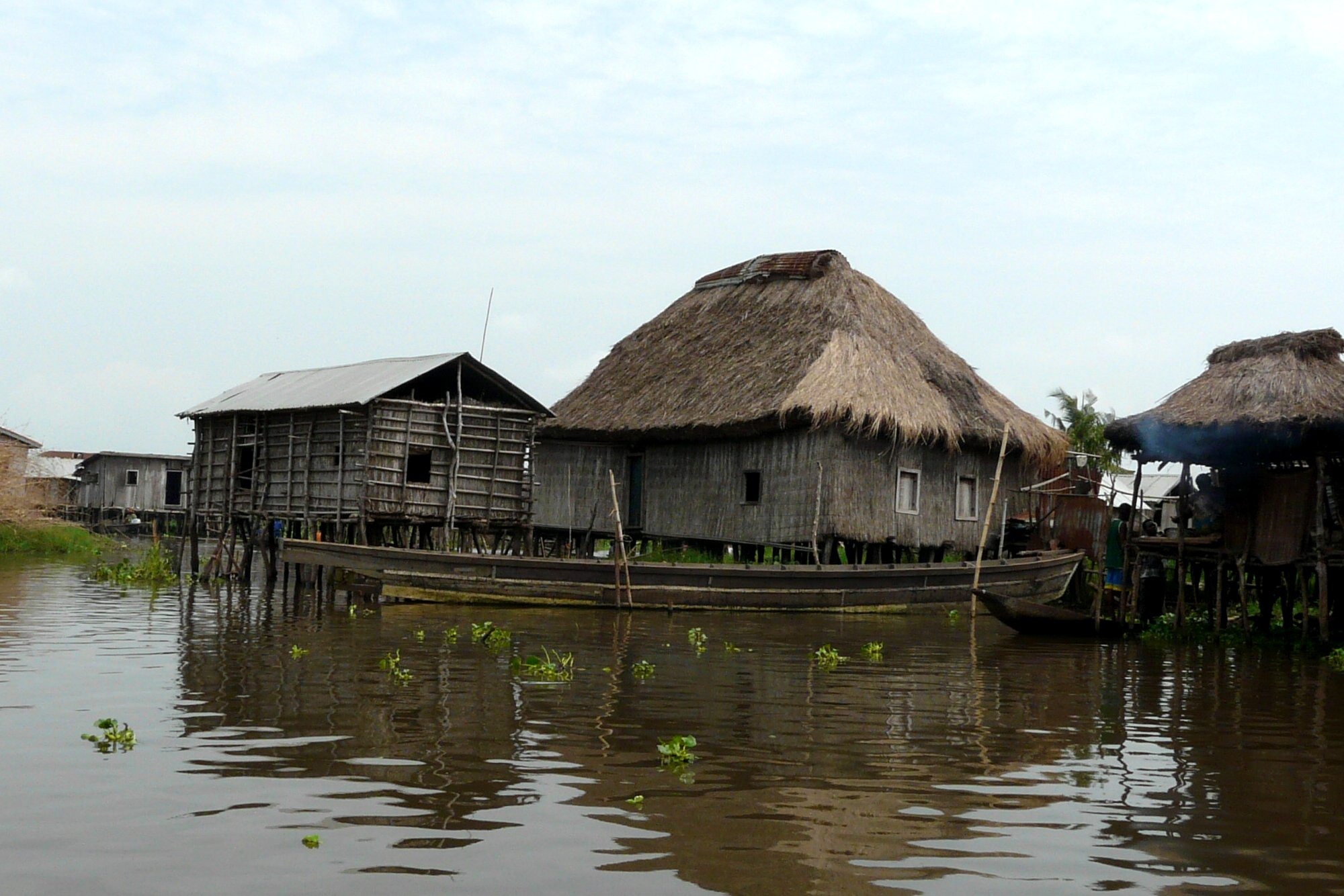
Casas de palafita às margens do lago

O lago, em grande parte, é uma laguna. Com a topografia baixa circundante, o lago deve dobrar de tamanho e inundar, pois a atual mudança climática global afeta gradualmente o nível do mar. Esse desenvolvimento acarreta o risco de salinização futura, o que tornará o lago de água doce mais salobra e potencialmente mudará sua ecologia. Atualmente, diferentes seções do lago alternam entre ecossistemas de água doce e salobra a uma profundidade média de 1,5 m. As temperaturas normais em todo o lago estão entre 27 e 29 ° C (81 e 84 ° F).

## Geologia
O fundo do lago é uma mistura de camadas de areia, areia barrenta e lama.

## Ecologia
O lago Nocué tem pelo menos 78 espécies de peixes. Várias espécies de aves exploram a grande variedade de peixes como alimento, assim como espécies de lontras.